# Верх-Озёрное
Верх-Озёрное — село в Быстроистокском районе Алтайского края России. Административный центр и единственный населённый пункт Верх-Озёрнинского сельсовета.

## История
Село Верх-Озёрное было основано в 1786 году. В 1928 году в селе функционировали школа и лавка общества потребителей, имелось 333 хозяйства, проживало 1644 человека. В административном отношении село являлось центром сельсовета Быстро-Истокского района Бийского округа Сибирского края.

## География
Село находится в юго-восточной части Алтайского края, к югу от реки Обь, на берегу озера Завьялово, на расстоянии примерно 6 километров (по прямой) к юго-западу от села Быстрый Исток, административного центра района. Абсолютная высота — 154 метра над уровнем моря.
Климат умеренный, континентальный. Средняя температура января составляет −18 °C, июля — +18,6 °C. Годовое количество осадков составляет 470 мм.

## Население
| 1997 | 1998 | 1999 | 2000 | 2001 | 2002 | 2003 |
| ---- | ---- | ---- | ---- | ---- | ---- | ---- |
| 844  | ↘830 | ↗831 | ↘811 | ↗833 | ↘505 | ↗761 |
| 2004 | 2005 | 2006 | 2007 | 2008 | 2009 | 2010 |
| ↘745 | ↘703 | ↘672 | ↘639 | ↗643 | ↘617 | ↘499 |
| 2011 | 2012 | 2013 | 2014 | 2015 | 2016 | 2017 |
| ↘497 | ↘474 | →474 | ↗483 | ↘480 | ↘454 | ↘442 |
| 2018 | 2019 | 2020 | 2021 |      |      |      |
| ↘436 | ↘428 | ↗429 | ↘423 |      |      |      |

Согласно результатам переписи 2002 года, в национальной структуре населения русские составляли 94 %.

## Инфраструктура
В селе функционируют средняя общеобразовательная школа, детский сад, фельдшерско-акушерский пункт и отделение Почты России.

## Улицы
Уличная сеть села состоит из 12 улиц.